# Talsperre Frohndorf
Die Talsperre Frohndorf ist eine kleine Talsperre bei Orlishausen an der Scherkonde in Thüringen.
Sie wurde von 1968 bis 1970 zum Hochwasserschutz, zur Fischzucht und zur Bewässerung gebaut. Auf der rechten Seite des geraden Staudamms gibt es ein Entnahmebauwerk und einen seitlichen Überfall aus Beton als Hochwasserentlastung.